# Kwinana
Kwinana är en ort i Australien. Den ligger i kommunen Kwinana och delstaten Western Australia, omkring 32 kilometer söder om delstatshuvudstaden Perth.
Runt Kwinana är det ganska tätbefolkat, med 207 invånare per kvadratkilometer.. Närmaste större samhälle är Rockingham, nära Kwinana. 
Runt Kwinana är det i huvudsak tätbebyggt. Genomsnittlig årsnederbörd är 1 018 millimeter. Den regnigaste månaden är maj, med i genomsnitt 176 mm nederbörd, och den torraste är februari, med 9 mm nederbörd.